# Bataille de Scalas Veteres
Batailles
- Mamma
- Mont Bourgaon
- Membresa
- Scalas Veteres
- Babosis et Zerboule
- Cillium (544)
- Thacia
- Sufétula (546)
- Marta
- Champs de Caton

Conquête musulmane du Maghreb
- Sufétula (647)
- Tahouda
- Mammès
- Carthage
- Oued Nini
- Tabarka

Grande révolte berbère
- Des nobles
- Bagdoura

La bataille de Scalas Veteres, a lieu en 537, à Scalas Veteres, et oppose les forces de l'Empire byzantin à une armée de mutins byzantins conduite par Stotzas. Elle voit la victoire du parti loyaliste dirigé par Germanus et l'écrasement définitif de la révolte.

## Contexte
En 534, le général byzantin Bélisaire a achevé la rapide conquête du royaume vandale établi sur les terres de l'ancienne province d'Afrique. Toutefois, le succès byzantin se heurte assez vite à la volonté des tribus maures de maintenir leur autonomie. La révolte de ces tribus est alors une constante de la vie politique régionale, tant à l'époque de l'Empire romain que sous la domination des Vandales. Dès 536, mécontents de la volonté de l'empire de les soumettre à la législation impériale, les Maures se révoltent mais sont vaincus par les forces du gouverneur Solomon.
Ce succès est suivi d'une mutinerie d'une partie de l'armée byzantine conduite par Stotzas. Les causes de ce soulèvement ne sont pas connues avec certitude mais ils tiennent notamment à un sentiment de lassitude face à la multiplication des campagnes militaires, à l'injustice ressentie par certains soldats et à des retards dans le paiement des soldes. Les mutins représentent bientôt une force de 8 000 hommes soutenus par 1 000 Vandales ayant échappé à la capture. Ils campent bientôt sous les murs de Carthage. Bélisaire est spécialement rappelé de Sicile pour mettre un terme à ce mouvement qui menace l'autorité récente et encore fragile de l'Empire byzantin sur l'Afrique du Nord. Le général byzantin est en mesure de repousser les forces de Stotzas sans capturer celui-ci ni mettre un terme définitif aux volontés séditieuses au sein de l'armée. Quand il quitte l'Afrique, Stotzas peut rapidement reprendre l'initiative et retourner une partie des forces loyalistes envoyées pour s'opposer à lui par Solomon.
Face à cette menace toujours latente, Justinien envoie son cousin Germanus pour négocier. Il cherche à apparaître comme un homme soucieux d'un traitement juste des soldats. Ainsi, il distribue des soldes aux soldats loyalistes, y compris pour les périodes lors desquelles certains d'entre eux se sont mutinés. À ce moment, il ne dispose pas de suffisamment de forces pour combattre frontalement Stotzas. Quand Germanus estime avoir rallié suffisamment d'hommes, il s'avance vers Stotzas qui souhaite aussi ouvrir les hostilités pour éviter que Germanus ne continue à séduire des soldats supplémentaires. Plus encore, le chef des mutins espère convaincre une partie des forces loyalistes de le rejoindre. Toutefois, aucun retournement n'intervient et l'armée de Stotzas est mise en fuite.

## Bataille
Au printemps 537, un nouvel affrontement a lieu à proximité de Scalas Veteres, à six kilomètres au sud de Carthage.
Si Germanus parvient à organiser ses troupes de manière disciplinée, en différents corps, Stotzas doit composer avec le désordre inhérent à une force de mutins. Plusieurs hommes de l'armée de Stotzas ont fui lorsqu'ils ont réalisé que les troupes impériales restaient fidèles et ne se joindraient pas à la rébellion. Des troupes berbères sont également présentes dans les environs. Une partie de cette force - soi-disant alliée de Stotzas - était en négociation secrète avec Germanus. En fait, les Berbères attendent de voir la fin de la bataille pour apparaître du côté du vainqueur. Les armées se méfient d'eux et les Berbères ne jouent aucun rôle majeur dans la bataille. Les deux armées ont la même formation, les mêmes uniformes et le même type d'armes. Les soldats de Germanus ont un mot de passe pour reconnaître les leurs.
Germanus envoie d'abord une charge de cavalerie dirigée par Jean Troglita, que Stotzas peut repousser et poursuivre. Toutefois, il doit ensuite subir la contre-attaque du gros de l'armée loyaliste qui le met en déroute. Germanus ordonne qu'aucune pitié ne soit accordée aux soldats faits prisonniers et ses troupes pénètrent dans le camp rebelle qu'elles mettent à sac sans subir de contre-offensive. Stotzas est alors contraint à la fuite avec ses troupes restantes tandis que les Berbères restent en retrait.

## Conséquences
Cette victoire met un terme au sentiment de révolte dans l'armée byzantine d'Afrique même si un officier, Maximinos, tente de se soulever avant d'être empalé sur ordre de Germanus. En 539, Germanus peut quitter l'Afrique et laisser sa place à Solomon qui revient sur place accomplir un deuxième mandat de préfet du prétoire. Finalement, c'est le retour des rébellions maures dans les années 540 qui représente le principal défi pour la souveraineté byzantine en Afrique.